# Doraemon: Nobita và cuộc phiêu lưu vào thế giới trong tranh
Doraemon: Nobita và cuộc phiêu lưu vào thế giới trong tranh (Nhật: 映画ドラえもん のび太の絵世界物語 Hepburn: Doraemon: Nobita no Esekai Monogatari, n.đ. 'Doraemon: Câu chuyện về thế giới trong tranh của Nobita') là một bộ phim hoạt hình Nhật Bản thuộc thể loại phiêu lưu, khoa học viễn tưởng ra mắt vào năm 2025. Đây là phim điện ảnh thứ 44 trong loạt phim điện ảnh Doraemon, dựa trên nguyên tác của Fujiko F. Fujio, do Teramoto Yukiyo làm đạo diễn và Itо̄ Kimishi viết kịch bản. Phim đã được công chiếu vào ngày 7 tháng 3 năm 2025 tại Nhật Bản và được công chiếu vào ngày 23 tháng 5 năm 2025 tại Việt Nam. Bộ phim này kỷ niệm 45 năm ra mắt loạt phim điện ảnh Doraemon.

## Nội dung
Trong tòa lâu đài được xây trên hòn đảo giữa hồ, công chúa Claire buồn chán vì cả ngày phải làm mẫu vẽ cho Mairo, bạn thuở nhỏ của cô, nên rủ cậu đi tìm chú dơi xanh trong truyền thuyết trong Khu Rừng Lạc Lối. Mairo muốn Claire chờ cậu vẽ xong khiến cô giận dỗi mà một mình đi vào khu rừng. Tại đó, một lỗ đen bí ẩn xuất hiện, hút cô vào trong rồi biến mất.
Doraemon, Nobita và các bạn sử dụng Đèn dẫn vào tranh để khám phá các bức tranh trong phòng trưng bày ở nhà Suneo. Sau đó, Nobita trở về nhà vẽ ông Nobi nhưng bức tranh vẽ quá xấu nên cậu đâm nản. Trong lúc chán nản, cậu ném cục tẩy lên trần, một lỗ đen xuất hiện hút cục tẩy rồi một tấm gỗ hình mảnh chả cá Kombucha từ đó rơi xuống đầu cậu. Nobita phát hiện tấm gỗ đó là một phần của bức tranh có vẽ hình bóng của một cô bé cùng chú dơi màu xanh lấp lánh, cậu cùng Doraemon sủ dụng Đèn dẫn vào tranh để tiến vào trong bức tranh đó. Cô bé trong tranh chạy nhảy tung tăng quá nhanh làm cả hai không đuổi theo kịp, cô vô tình ra ngoài thế giới thực, bị bà Nobi phát hiện đang đi giày trong nhà nên hoảng sợ mà bỏ chạy ra khỏi nhà. Cô bé kinh ngạc khi lần đầu nhìn thấy những thứ lạ mắt, rồi mải lo bắt bướm mà chạy vào trong công trường đến mức Shizuka, Jaian và Suneo đi ngang qua thấy mà cứu cô bé khỏi nguy hiểm. Doraemon và Nobia bước ra khỏi tranh cũng phải đi tìm cô bé và thấy cô đã ở trong nhà Suneo. Ai cũng ngọc nhiên mỗi khi nhìn thấy màu mắt xanh lấp lánh của cô bé. Cả nhóm sau khi ăn bánh mì chuyển ngữ thì mới biết cô bé bí ẩn đó là Claire đến từ công quốc Artoria đã từng tồn tại trong quá khứ mà nay bị lãng quên. Khi mọi người không biết đến Artoria, Claire liền chỉ ngay bức tranh được in trên trang báo sáng nay là tranh vẽ lâu đài Artoria và cô muốn được trở về nhà. Cả nhóm đến nhà Nobita và cùng đi vào bên trong bức tranh bí ẩn đó. Nhóm bạn tìm cách thoát khỏi khu rừng trong tranh mà Claire cho là được lấy bối cảnh từ Khu Rừng Lạc Lối ở Artoria, ở đó mọi người bắt gặp chủ dơi nhỏ tinh nghịch tên là Chai. Một lúc sau, mọi người đi đến điểm tận cùng của bức tranh và vô tình tìm được lối ra khỏi tranh. Claire nhận ra mọi người đã trở về Artoria sau khi ra khỏi tranh. Nobita tìm thấy mảnh tranh còn lại ở ngay dưới chân nhóm bạn. Doraemon dùng Máy đo thời đại xác nhận mọi người đã trở về thế kỷ 13 và nơi này thuộc Đông Nam Âu ngày nay.
Claire dẫn nhóm bạn Doraemon đi vào trung tâm thị trấn trong công quốc Artoria vốn là quốc gia phát triển mạnh về nghệ thuật, trong chuyến này cả cô lẫn Chai đều thích sôcôla mà Suneo đem theo. Sau đó mọi người đi đến hồ Artoria vốn được hình thành từ miệng núi lửa có màu nước chuyển đổi sắc xanh lấp lánh được gọi là màu xanh Artoria giống màu mắt của Claire, cùng tòa lâu đài nguy nga trên hòn đảo giữa hồ. Claire nhìn thấy và chạy đến chỗ Mairo đang vẽ tranh trên bờ hồ. Mairo nhận ra Claire giống như thời điểm cô bị mất tích bí ẩn vào bốn năm trước. Trong xưởng vẽ đơn sơ của mình, Mairo tiết lộ thân thế của Claire là công chúa bị thất lạc. Cậu kể lại từ nhỏ thường theo cha là họa sĩ hoàng gia vào lâu đài để vẽ những bức tranh cho hoàng gia và cũng chơi thân với Claire từ thời điểm đó. Bốn năm trước, Claire ra sân lâu đài để rủ Mairo cùng đi chơi, nhưng sau đó lại một mình đi ra Khu Rừng Lạc Lối. Một lúc sau, Mairo vào trong khu rừng thấy Claire đang bị hút vào trong lỗ đen bí ẩn liền chạy theo đến cứu nhưng không kịp. Cả vương quốc đi tìm cô nhưng không có kết quả, cộng thêm lời nguyền Esael từ lời nhà tiên tri bí ẩn, đã gây hoang mang cho cả công quốc Artoria sau sự mất tích này. Doraemon suy đoán Claire đã bị hút vào lỗ hổng thời không và bị trôi dạt trong đường hầm thời gian, rồi có thể cô đã vào thế giới trong tranh dưới tác động của Đèn dẫn vào tranh.
Trở về hiện tại, do quốc vương và hoàng hậu đang có chuyến công du nên nhóm bạn Doraemon cùng Mairo xây dựng lâu đài nước bằng Máy xây dinh thự nước và Phụ gia chế tác nước để ở lại đó cho đến khi đưa được công chúa trở về hoàng cung. Cả Claire và Mairo đều kinh ngạc trước những món bảo bối của Doraemon mà cả hai luôn gọi cậu là "phù thủy" Dora. Chiều hôm đó, Claire và Mairo ngắm hoàng hôn chiếu xuống hồ Artoria, cậu quay sang nhìn đôi mắt của cô mà tự nhủ "Phải làm sao để tạo được màu sắc đặc biệt này" khiến cả hai nhớ lại lúc nhỏ cũng nói như thế. Nửa đêm, Nobita đến xưởng vẽ của Mairo đang hoàn thiện bức tranh vẽ Claire chỉ trừ màu mắt do cậu chưa tìm được màu xanh Artoria để tô điểm màu mắt của công chúa. Cả hai cùng tâm sự và Nobita vẽ Doraemon trên tấm gỗ theo lời khuyên của Mairo là: "Chỉ cần vẽ những gì mình thích bằng cả trái tim và tự nhủ mình yêu thích điều đó".
Sáng hôm sau, quốc vương và hoàng hậu trở về, Mairo cùng nhóm Doraemon đưa Claire hồi cung, dọc đường họ gặp Pal là người thường mua tranh của Mairo đang đứng trên cầu dẫn vào lầu đài. Cuối cùng Claire được đoàn tụ với cha mẹ mình sau bốn năm thất lạc, quốc vương quyết định mở yến tiệc vừa để mừng cho sự trở về của cô vừa như là lời cảm ơn đến Mairo và nhóm Doraemon. Trước khi khai tiệc, mọi người, trừ Claire, được chú hề Sodro dẫn vào tham quan phòng triển lãnh tranh trong lâu đài. Thông qua bộ tranh cổ ở giữa phòng trưng bày, họ được nghe kể truyền thuyết Esael sẽ hồi sinh và lấy hết màu sắc, khi rồng đỏ vỗ cánh toàn bộ thế giới sẽ diệt vong, sau đó cả vương quốc được cứ nhờ chú dơi xanh mang phước lành. Mairo phát hiện số tranh bị mất ngày càng nhiều do có kẻ đột nhập vào trộm tranh trong thời gian gần đây, sau đó cậu an tâm hơn vì bức tranh vẽ lâu đài Artoria của người cha quá cố vẫn còn nguyên. Cuối ngày, nhóm Nobita trở về hiện tại thông qua hai mảnh tranh và cỗ máy thời gian.
Hôm sau, Jaian và Suneo đến nhà Nobita để trở lại Artoria nhưng phải vào phòng đợi vì cả Nobita và Doraemon không có nhà từ sáng, chiều tối Nobita và Doraemon trở về thì không thấy Jaian và Suneo trong phòng. Nửa đêm, Claire và Chai đánh thức Doraemon và Nobita để quay lại Artoria giải cứu Jaian và Suneo. Doraemon phải thu hồi  mảnh tranh ở trong phòng Nobita ngay sau khi đến vương quốc. Sáng hôm đó Jaian và Suneo chờ quá lâu nên đã đến Artoria, mua chuộc Chai bằng sôcôla để vào phòng triển lãm trong lâu đài mà tìm kiếm khoáng thạch xanh Artoria, cả hai bị vu oan tội trộm cắp rồi bị bắt tống ngục ngay sau đó, còn Claire thì không thể trở về lâu đài được. Chai thấy hết mọi chuyện cũng như sự hiện diện đáng ngờ của Pal trong lâu đài mà cùng Claire kể lại cho Nobita và Doraemon. Khi mọi người đến cổng lâu đài thì đúng như cả hai vừa nói, đồng thời còn thấy một Claire khác đang ở trong đó. Doraemon tập hợp thêm Shizuka và Mairo đến cung điện nước, họ nghi ngờ Pal là thợ săn thời gian qua những hành tung trên của anh cùng câu "Em là Alice lạc vào xứ sở thần tiên" (tựa truyện cổ tích được phát hành vào thế kỷ 19) khi nói với Claire vào hôm cô trở về lâu đài. Mọi người nhất trí tiến hành truy tìm nơi ở của Pal . Nobita bám theo sát Pal trong khi Shizuka và Claire theo dõi từ trên cao nhờ cây chổi thường được biến thành chổi bay nhờ Loa thôi miên vật vô tri vô giác, nhưng sau đó cả hai phải đến cứu Nobita bị ngã xuống giếng cạn. Vừa cứu được Nobita thì Doraemon thông báo Chai vừa thấy Jaian và Suneo đang bị điệu ra miệng núi lửa gọi là Thung Lũng Địa Ngục để xử tử, Shizuka và Claire dùng chổi bay, Mairo đu Chai rồi cùng đến Thung Lũng Địa Ngục, trong khi Doraemon và Nobita tiếp tục bám theo đến sát căn nhà của Pal. Doraemon và Nobita dùng Vòng xuyên thấu xông vào nhà rồi nhanh chóng hạ Pal bằng Búp bê chuyên gia quật ngã, cả hai liền tá hỏa khi biết Pal thực ra là cảnh sát thời gian.
Trong khi đó tại Thung Lũng Địa Ngục, Claire giả ra lệnh hành hình Jaian và Suneo bằng cách ném xuống miệng núi lửa, nhưng được Shizuka và Claire thật dùng cần câu giảm trọng lượng kéo lên khiến binh lính phải bỏ chạy vì tưởng Shizuka là phù thủy. Claire thật và Claire giả cùng lao vào đánh nhau khiến mọi người không thể phân biệt được thật giả. Shizuka tìm ra được Claire thật nhờ sự ghét tắm và sở thích sôcôla của công chúa, cùng việc vạch trần hành tung lạ của Sodro, Claire giả hiện nguyên hình là robot biến hình. Sodor bị lộ thân phận là thợ săn thời gian khi Jaian nhắc đến cảnh sát thời gian, quốc vương nhận ra hắn chính là nhà tiên tri năm xưa đã gán lời nguyền Esael lên sự mất tích bí ẩn của công chúa. Sodro hút quốc vương và Claire vào bẫy vạn năng để làm con tin, ném gối dài say giấc về phía nhóm Shizuka rồi bay về lâu đài. Mairo và Chai vừa bay đến cũng bị chiếc gối tác động mà vô tình đánh thức Shizuka, cô liền dùng chổi bay đuổi theo Sodro, đồng thời báo lại cho Doraemon và Nobita biết, Pal nghe tin báo lập tức gọi hai cậu lên tàu thời gian mà tiến về lâu đài. Pal kể cho hai cậu là anh được điều đến Artoria và đã theo dõi Sodro từ khi hắn giả dạng làm nhà tiên tri bí ẩn rồi mất dạng cho đến bây giờ. Trước khi nhóm bạn đến Artoria, một đêm nọ, Pal bắt quả tang Sodro trong phòng triển lãm của lâu đài khi hắn vừa lấy trộm bức tranh Công chúa Claire sáu tuổi do cha của Mairo vẽ, cả hai rượt đuổi nhau đến cánh cổng thời gian trong Khu Rừng Lạc Lối, bức tranh mà Sodro vừa trộm bị cánh cổng cắt đôi khi cả hai đang giằng co với nhau. Pal tiếp tục truy đuổi Sodro trong đường hầm thời gian, hắn bắn trả khiến đường hầm bị nhiễu loạn, mở ra vô số cánh cổng thời-không, sau đó bị trúng cục tẩy của Nobita làm mảnh tranh còn lại bị rơi xuống nhà Nobi. Anh khẳng định mục tiêu mà hắn hướng đến không chỉ là những bức tranh mà là khoáng thạch xanh Artoria.
Pal, Doraemon và Nobita xông thẳng vào phòng triển làm trong lâu đài bắt tại trận Sodro đang cố lấy hết các tranh còn lại để tìm khoáng thạch xanh Artoria, hắn liền lấy bẫy vạn năng chứa quốc vương và Claire để uy hiếp. Nobita dùng Búp bê chuyên gia quật ngã bắn hạ Sodro, giải cứu quốc vương và Claire, nhưng sao đó cả hai cùng Doraemon và Pal bị đạn lạc. Sodro liền nhặt lấy súng của Pal phá hủy chuyên gia quật ngã, lấy đèn dẫn vào tranh triệu hồi Esael ra đối đầu để hắn tranh thủ lấy trộm tranh. Esael vừa ra khỏi tranh liền hóa đá Sodro, quốc vương và Pal, rồi nuốt chửng đèn dẫn vào tranh, triệu hồi bầy quỷ từ tranh ra ngoài để cùng hút hết màu sắc. Shizuka vừa đến kéo Doraemon, Nobita và Claire rời khỏi lâu đài, quay lại Thung Lũng Địa Ngục và đánh thức mọi người dậy.
Mọi người dùng tất cả món bảo bối có sẵn, tiến vào thị trấn để diệt quỷ. Phát hiện điểm yếu sợ nước từ đám quỷ từ trong tranh, nhóm bạn sử dụng súng nước bắn tan chảy quỷ rồi xâm lấn về lại phòng triển lãm. Esael lúc đó đã hấp thụ hết màu sắc liền hóa thành rồng đỏ ngay sau khi hút màu tranh cuối cùng rồi phá hủy ngọn tháp cao nhất của lâu đài. Mọi người bị văng ra khỏi ngọn tháp còn Shizuka, Suneo và Jaian lần lượt bị hóa đá, Claire dùng Đại bác không khí bắn trả lại rồng đỏ nhưng cũng cùng chung số phận, còn lại thì kịp lui về lâu đài nước. Doraemon sử dụng cây gậy Moses rẽ nước hồ hướng về hòn đảo giữa hồ, Nobita phóng to tranh vẽ Doraemon của mình và cùng Mairo dụ rồng đỏ đến phần đất khô vừa rẽ nước nhằm nhấn chìm nó khi nhập nước hồ lại. Tuy nhiên, nó vừa kịp đóng khô nước khi nước đang ập xuống rồi phóng ma pháo hướng về cả ba. Doraemon dùng Khăn choàng "A-lê hấp" phản đòn lại khiến cả công quốc Artoria bị bay màu như điểm tận cùng của bức tranh, còn khăn choàng "A-lê hấp" bị cháy sau khi phản đòn. Rồng đó bay lên nóc lâu đài nước, hóa đá Doraemon rồi đuổi theo Nobita và Mairo đang chạy về phía hòn đảo. Nobita dùng súng gây sốc bắn liên tiếp vào con rồng làm đèn dẫn vào tranh rơi ra khỏi nó mà chiếu thẳng vào bức tranh lớn giữa đất khô khiến cậu bị ngã vào trong đó. Mairo cố gắng giữ bức tranh khi Nobita gặp lại Doraemon trong tranh. Nhờ Mèo Ú nguệch ngoạc trong tranh, Nobita lấy được chong chóng tre cùng món bảo bối lạ phát sáng bay ra khỏi tranh. Cậu nhờ Mairo dùng bút sáp sống động vẽ cho cậu một cái ná để bắn món bảo bối lạ đó chính là phụ gia hóa giải trong bộ phụ gia chế tác nước về phía lâu đài nước. Tòa lâu đài hóa trở lại thành nước tạo thành cơn sóng hình dơi xanh đổ tràn xuống vùng rẽ nước khiến con rồng đỏ không kịp phản ứng, nước hồ được khôi phục đổ ập xuồng nhấn chìm nó trong biển nước. Bẩy quỷ biến mất, toàn bộ phong cảnh và con người đều được khôi phục hoàn toàn.
Mọi người kinh ngạc khi thấy bức tranh của Nobita đã giải cứu thế giới. Chai quay trở về với viên đá xanh lấp lánh, Mairo nhận ra ngay đó là khoáng thạch xanh Artoria. Doraemon phân rẽ nước lần nữa theo chỉ dẫn của Chai, mọi người nhìn thấy con rồng đỏ đã hóa thành khoáng thạch xanh Artoria với tạo hình con dơi xanh khổng lồ. Jaian và Suneo muốn lấy khoáng thạch về tương lai đển bán nhưng bị Doraemon ngăn lại vì không muốn hai cậu gặp rắc rối với cảnh sát thời gian. Mairo vui mừng vì đã tìm được nguyên liệu để chế tạo màu xanh Artoria mà người cha quá cố không kịp truyền lại, đồng thời ngỏ ý muốn dùng màu sắc đó để hoàn thiện bức tranh vẽ Claire, nhất là đôi mắt của cô khiến nàng công chúa phải ngượng ngùng. Lát sau, đèn dẫn vào tranh bị hỏng, Chai và Claire lần lượt tan biến trước mặt mọi người. Trước khi tan biến hoàn toàn, Claire thú nhận bản thân cô cũng chỉ là nhân vật trong bức tranh mà cha của Mairo vẽ để xoa dịu nỗi đau mất con của quốc vương và hoàng hậu.
Sau khi cả vương quốc được khôi phục hoàn toàn, quốc vương và hoàng hậu đã tâm sự với Mairo và nhóm Doraemon sự thật phũ phàng về công chúa mà họ nhận được. Pal trở lại chính điện đưa Claire bằng xương bằng thịt trở về với ngoại hình bằng tuổi với Mairo mà cậu đã nhận ra cô ngay từ đầu. Anh đã phát hiện ra Claire trôi nổi trong đường hầm thời gian khi đang áp giải Sodro về tương lai nên quyết định đưa cô về đúng thời đại của mình. Mairo lo lắng Claire không biết chuyện gì đã xảy ra trong bốn năm qua, cô khẳng định dù không biết nhóm Doraemon nhưng vẫn còn nhớ rất rõ những gì xảy ra khi đang hôn mê mà cô xem như một giấc mơ năm lên sáu của mình. Mọi người vui mừng xen lẫn sự ngỡ ngàng khi nghe công chúa khẳng định như thế.
Trở về hiện tại, Doraemon và Nobita bất ngờ khi trên tivi chiếu bức tranh Công chúa Claire sáu tuổi đã được Mairo sửa chú dơi xanh thành dơi đỏ và vẽ thêm chính mình cùng nhóm Doraemon để Claire trong tranh không còn cô đơn, sau đó là bức tranh vẽ Doraemon nguệch ngoạc của Nobita đã giải cứu thế giới năm xưa.

## Diễn viên
| Nhân vật            | Diễn viên lồng tiếng Nhật | Diễn viên lồng tiếng Việt |
| ------------------- | ------------------------- | ------------------------- |
| Doraemon            | Mizuta Wasabi             | Nguyễn Thụy Thùy Tiên     |
| Nobita              | Ōhara Megumi              | Đặng Hoàng Khuyết         |
| Shizuka             | Kakazu Yumi               | Phan Hoài Thương          |
| Suneo               | Seki Tomokazu             | Thái Văn Minh Vũ          |
| Jaian               | Kimura Subaru             | Huỳnh Thiện Trung         |
| Ba Nobita           | Matsumoto Yasunori        | Hồ Chơn Nhơn              |
| Mẹ Nobita           | Mitsuishi Kotono          | Huỳnh Thị Thu Hiền        |
| Claire              | Watada Misaki             | Võ Huyền Chi              |
| Mairo               | Tanezaki Atsumi           | Hứa Lê Khôi Nguyên        |
| Chai                | Kuno Misaki               | Lê Vũ Kim Ngọc            |
| Pal                 | Suzaka Ouji               | Nguyễn Anh Tuấn           |
| Sodro               | Yamaji Kazuhiro           | Trần Hoàng Sơn            |
| Nhà thẩm định tranh | Tomizawa Takeshi          | Trần Vũ                   |
| MC truyền hình      | Amatsuki                  | Trần Gia Trí              |
| Quốc vương          | Date Mikio                | Nguyễn Hải Long           |
| Hoàng hậu           | Fujimoto Miki             | Hoàng Kim Ngân            |

## Đội ngũ thực hiện
- Nguyên tác: Fujiko F. Fujio
- Đạo diễn: Teramoto Yukiyo
- Kịch bản: Ito Kimishi
- Âm nhạc: Hattori Takayuki
- Công ty sản xuất: Shin-Ei Animation, TV Asahi và ADK

## Sản xuất
Teramoto Yukiyo, người đạo diễn cho loạt phim Doraemon: Nobita và chuyến phiêu lưu vào xứ quỷ (2007), Doraemon: Nobita và binh đoàn người sắt (2011) và Doraemon: Nobita và viện bảo tàng bảo bối (2013), đã trở lại để đạo diễn cho bộ phim Doraemon: Nobita và cuộc phiêu lưu vào thế giới trong tranh.
Teramoto Yukiyo, người được trao cơ hội làm một bộ phim dựa trên một bức tranh, đã làm việc với Satoshi Itō và những người khác để định hình câu chuyện. Trong quá trình này, ý tưởng "sẽ thật thú vị nếu chúng ta có thể làm nhiều thứ khác nhau trong thế giới của một bức tranh, như vật dụng bí mật của Doraemon, đôi giày thể thao trong truyện tranh", đã trở thành điểm khởi đầu, và bầu không khí của châu Âu thời trung cổ, vốn chưa từng xuất hiện nhiều trong các bộ phim Doraemon cho đến tận bây giờ, đã được đưa vào. Tuy nhiên, có rất ít tác phẩm dựa trên châu Âu thời trung cổ và các tài liệu cũng hạn chế, vì vậy quá trình sản xuất các bộ phim Doraemon đã tiến hành trinh khảo sát địa điểm ở nước ngoài, điều này hiếm hoi đối với quá trình sản xuất các bộ phim Doraemon và phỏng vấn nhiều vùng khác nhau của Pháp. Nó đã trở thành mô hình cho bối cảnh của tác phẩm này, vương quốc Artoria.
Teramoto Yukiyo cũng đã phỏng vấn các giáo sư tại Đại học Nghệ thuật Tokyo và đưa càng nhiều kiến thức nghệ thuật càng tốt vào tác phẩm. Ông nói, "Vì tác phẩm dựa trên tranh vẽ nên tôi đã làm sơn và có nhiều mô tả liên quan đến tranh vẽ, vì vậy tôi rất chú trọng đến những thứ đó và tạo ra chúng một cách rất chi tiết".

## Phát hành
Bộ phim được hé lộ một phần thông qua phần bổ sung của phần phim điện ảnh Doraemon: Nobita và Bản giao hưởng địa cầu tại Nhật Bản. Vào tháng 9 năm 2024, đơn vị sản xuất của bộ phim chính thức xác nhận tên phim, các nhân vật, teaser và thông báo đang trong quá trình sản xuất, dự kiến công chiếu vào đầu năm 2025. Tại sự kiện âm nhạc "AIMYON TOUR 2024-25 "Dolphin Apartment", ca khúc chủ đề của bộ phim là "Sketch" (スケッチ Suketchi) do Aimyon sáng tác và trình bày đã được trình diễn và xác nhận sẽ là ca khúc chủ đề trong phần phim điện ảnh mới này.
Đến tháng 1 và tháng 2 năm 2025, bộ phim điện ảnh Doraemon: Nobita và cuộc phiêu lưu vào thế giới trong tranh chính thức được giới thiệu tại TODA Hall ở Tokyo (Nhật Bản) và tại rạp chiếu The Space Cinema Moderno ở Rome (Ý). Các trailer, diễn viên tham gia và các ca khúc xuất hiện trong bộ phim cũng được dần công bố từ tháng 11 năm 2024 đến tháng 2 năm 2025. Cũng trong khoảng thời gian trên, 6 bộ phim điện ảnh Doraemon tiêu biểu nhất được công chiếu lại tại khoảng 90 rạp tại Nhật Bản cùng với hàng loạt sự kiện, chiến dịch nhân dịp kỷ niệm 45 năm ra mắt loạt phim điện ảnh Doraemon.
Bộ phim chính thức được công chiếu vào ngày 7 tháng 3 năm 2025 tại Nhật Bản và được công chiếu vào ngày 23 tháng 5 năm 2025 tại Việt Nam. Phiên bản Blu-ray và DVD của phim với công nghệ âm thanh Dolby Atmos được Shogakukan phân phối vào ngày 27 tháng 8 cùng năm tại Nhật Bản.

## Âm nhạc

### Bài hát sử dụng trong phim
Ca khúc mở đầu của bộ phim là "Yume wo Kanaete Doraemon" (夢をかなえてドラえもん) do Mao trình bày. Ca khúc chủ đề của bộ phim là "Sketch" (スケッチ Suketchi) do Aimyon sáng tác và trình bày. Aimyon là bạn của Mizuta Wasabi, diễn viên lồng tiếng cho Doraemon hiện tại và đã đến phòng thu âm trong một chuyến ghé thăm bất ngờ. Ca khúc trong phim của bộ phim là "Kimi no Yume wo Kikinagara, Boku wa Waraeru Idea wo!" (君の夢を聞きながら、僕は笑えるアイデアを!) do Aimyon trình bày.

### Album nhạc phim
Album nhạc phim được phát hành vào ngày 5 tháng 3 năm 2025 với tựa đề Doraemon the Movie: Nobita's Art World Tales Original Soundtrack (『映画ドラえもん のび太の絵世界物語 オリジナル・サウンドトラック』), bao gồm 47 bài hát.
Tất cả nhạc phẩm được soạn bởi Hattori Takayuki.
| Doraemon the Movie: Nobita's Art World Tales Original Soundtrack | Doraemon the Movie: Nobita's Art World Tales Original Soundtrack | Doraemon the Movie: Nobita's Art World Tales Original Soundtrack |
| STT                                                              | Nhan đề                                                          | Thời lượng                                                       |
| ---------------------------------------------------------------- | ---------------------------------------------------------------- | ---------------------------------------------------------------- |
| 1.                                                               | "青き瞳の少女"                                                   | 1:23                                                             |
| 2.                                                               | "ミノタウロスの迷宮"                                             | 1:05                                                             |
| 3.                                                               | "不思議な絵画"                                                   | 0:43                                                             |
| 4.                                                               | "クレア"                                                         | 1:52                                                             |
| 5.                                                               | "追いかけっこ"                                                   | 0:51                                                             |
| 6.                                                               | "蝶を追って"                                                     | 1:48                                                             |
| 7.                                                               | "ドラえもんは魔法使い?"                                          | 0:53                                                             |
| 8.                                                               | "わが故郷アートリア"                                             | 0:19                                                             |
| 9.                                                               | "迷いの森"                                                       | 0:38                                                             |
| 10.                                                              | "小悪魔チャイ"                                                   | 0:49                                                             |
| 11.                                                              | "アートリア城"                                                   | 2:20                                                             |
| 12.                                                              | "市場のにぎわい"                                                 | 1:13                                                             |
| 13.                                                              | "大道芸人"                                                       | 1:21                                                             |
| 14.                                                              | "チョコレイトウ!?"                                               | 0:25                                                             |
| 15.                                                              | "美しきアートリア湖"                                             | 0:47                                                             |
| 16.                                                              | "悪夢"                                                           | 0:16                                                             |
| 17.                                                              | "再会"                                                           | 1:20                                                             |
| 18.                                                              | "マイロの記憶"                                                   | 0:41                                                             |
| 19.                                                              | "砦の流しそうめん"                                               | 2:50                                                             |
| 20.                                                              | "アトリエのマイロ"                                               | 0:41                                                             |
| 21.                                                              | "『いい絵』ってなに?"                                            | 1:05                                                             |
| 22.                                                              | "お城の大広間"                                                   | 1:22                                                             |
| 23.                                                              | "道化師ソドロ"                                                   | 0:33                                                             |
| 24.                                                              | "伝説の絵画"                                                     | 0:56                                                             |
| 25.                                                              | "祝いの宴"                                                       | 1:11                                                             |
| 26.                                                              | "予知夢"                                                         | 0:23                                                             |
| 27.                                                              | "上手に描けたよ"                                                 | 0:37                                                             |
| 28.                                                              | "偽物のクレア"                                                   | 0:58                                                             |
| 29.                                                              | "のび太の大追跡"                                                 | 1:30                                                             |
| 30.                                                              | "パルを追え!"                                                    | 1:03                                                             |
| 31.                                                              | "救出作戦開始"                                                   | 1:01                                                             |
| 32.                                                              | "危機一髪、かるがるつりざお!"                                    | 1:44                                                             |
| 33.                                                              | "本物はどっち?"                                                  | 1:18                                                             |
| 34.                                                              | "ソドロの正体"                                                   | 0:41                                                             |
| 35.                                                              | "タイムパトロール出動!"                                          | 2:24                                                             |
| 36.                                                              | "ころばし屋～伝説の悪魔イゼール"                                 | 4:24                                                             |
| 37.                                                              | "悪魔たちをやっつけろ!"                                          | 2:18                                                             |
| 38.                                                              | "弱点は水だ!"                                                    | 4:38                                                             |
| 39.                                                              | "モーゼステッキ作戦"                                             | 1:44                                                             |
| 40.                                                              | "色の無い世界"                                                   | 1:09                                                             |
| 41.                                                              | "へたっぴドラえもん"                                             | 1:10                                                             |
| 42.                                                              | "くらえ!水もどしふりかけ!"                                       | 2:05                                                             |
| 43.                                                              | "アートリアブルー"                                               | 0:59                                                             |
| 44.                                                              | "突然のお別れ"                                                   | 1:15                                                             |
| 45.                                                              | "おかえり、クレア!"                                              | 1:21                                                             |
| 46.                                                              | "世界を救った絵"                                                 | 0:19                                                             |
| 47.                                                              | "エピローグ"                                                     | 0:53                                                             |
| Tổng thời lượng:                                                 | Tổng thời lượng:                                                 | 1:01:16                                                          |

## Đón nhận
Trong cuối tuần đầu tiên công chiếu, Doraemon: Nobita và cuộc phiêu lưu vào thế giới trong tranh đứng vị trí dẫn đầu trong doanh thu phòng vé với 571 nghìn vé, thu về 702.817.200 yên (khoảng 47,8 triệu $). Phim đứng đầu phòng vé Nhật Bản trong sáu tuần đầu tiên cho đến khi Thám tử lừng danh Conan: Dư ảnh của độc nhãn được phát hành. Phim thu về tổng cộng 32.556.302$ ở Nhật Bản và Việt Nam, tính đến ngày 1 tháng 6 năm 2025.
Tại Việt Nam, CGV Cinemas và các cụm rạp khác đã mở suất chiếu sớm cho các khán giả theo dõi bộ phim này tại các cụm rạp vào ngày 17 và 18 tháng 5 năm 2025, thu về khoảng 20 tỷ đồng doanh thu. Phim được công chiếu chính thức tại Việt Nam vào ngày 23 tháng 5 năm 2025. Dù phim phải tạm dừng chiếu vào ngày 24 và 25 tháng 5 năm 2025 do trùng với dịp quốc tang Nguyên Chủ tịch nước Trần Đức Lương, phim vẫn đạt 100 tỷ đồng doanh thu vào trưa ngày 1 tháng 6 năm 2025 và thu về hơn 117 tỷ đồng tính đến ngày 3 tháng 6 năm 2025. Doanh thu của Doraemon: Nobita và cuộc phiêu lưu vào thế giới trong tranh vượt qua Doraemon: Nobita và bản giao hưởng Địa Cầu vào chiều ngày 12 tháng 6 năm 2025 và thu về 150 tỷ đồng đến ngày 14 tháng 6 năm 2025.

## Tranh cãi

### Sự thiếu cảm xúc của nhân vật Pal ở bản gốc
Suzuka Ouji đảm nhận lồng tiếng cho nhân vật Pal - một gương mặt điển trai nổi tiếng trên màn ảnh nhỏ Nhật Bản. Diễn viên này đã từng được biết đến là người lồng tiếng cho nhân vật Tōno Kaoru trong bộ anime điện ảnh Đường hầm tới mùa hạ - Lối thoát của biệt ly. Tuy nhiên, trong bộ anime điện ảnh Doraemon: Nobita và cuộc phiêu lưu vào thế giới trong tranh, Suzuka Ouji được đánh giá thiếu cảm xúc, gượng gạo và lạc điệu so với không khí của phim. Tuy vậy, Pal là một vai phụ (là cảnh sát thời gian cải trang thành nhà buôn tranh, xuất hiện để truy bắt tội phạm vượt thời gian) nên cũng không ảnh hưởng quá nhiều về mặt chất lượng tổng thể của bản lồng tiếng Nhật.

### Phản ứng tiêu cực về chất lượng của bản lồng tiếng Việt
Mặc dù phim đã đạt doanh thu khủng ngay trong hai ngày chiếu sớm 17 và 18 tháng 5 năm 2025, nhưng chất lượng bản lồng tiếng Việt đã nhận về những đánh giá tiêu cực. Hầu hết ý kiến tập trung vào sự thể hiện lồng tiếng không tốt của ba diễn viên khách mời lần lượt đảm nhận các nhân vật Mairo, Quốc vương và Hoàng hậu trong phim là bé Xá Xị (Hứa Lê Khôi Nguyên), Long Hạt Nhài (Nguyễn Hải Long) và Salim (Hoàng Kim Ngân), gây ảnh hưởng ít nhiều đến trải nghiệm của khán giả theo dõi bản lồng tiếng Việt.
Sau khi kết thúc suất chiếu sớm, nhiều phản ứng tiêu cực về chất lượng bản lồng tiếng đã được chia sẻ lại, thậm chí được gửi trực tiếp đến phía đơn vị phân phối bộ phim này tại Việt Nam là Tagger với mong muốn chỉnh sửa bản lồng tiếng Việt của phim trước thời điểm khởi chiếu chính thức. Đến ngày 19 tháng 5, Tagger chính thức gửi lời cảm ơn về sự quan tâm của khán giả và xin lỗi về chất lượng bản lồng tiếng Việt không như kỳ vọng. Mặc dù việc thực hiện lại bản lồng tiếng Việt là không thể, nhưng Tagger cho biết sẽ phối hợp cùng các cụm rạp trong nước để phân bổ phù hợp cả bản lồng tiếng Việt và phụ đề Việt nhằm tạo nhiều lựa chọn hơn cho khán giả ở giai đoạn khởi chiếu chính thức.